# Női cselgáncs csapatverseny a 2017. évi nyári európai ifjúsági olimpiai fesztiválon
A 2017. évi nyári európai ifjúsági olimpiai fesztiválon a nöi csapat cselgáncs versenyt július 29-én rendezték.

## Eredmények

### Döntő
|  | Döntő       |   |  |
|  |             |   |  |
|  | Oroszország | 2 |  |
|  | Oroszország | 2 |  |
|  | Olaszország | 3 |  |

### Felső ág
|  | Negyeddöntők | Negyeddöntők | Negyeddöntők |  |  | Elődöntők    | Elődöntők    | Elődöntők |  |
|  |              |              |              |  |  |              |              |           |  |
|  | Németország  | Németország  | 2            |  |  |              |              |           |  |
|  | Horvátország | Horvátország | 3            |  |  | Horvátország | Horvátország | 2         |  |
|  | Oroszország  | Oroszország  | 3            |  |  | Oroszország  | Oroszország  | 3         |  |
|  | Törökország  | Törökország  | 2            |  |  |              |              |           |  |

### Alsó ág
|  | Negyeddöntők  | Negyeddöntők  | Negyeddöntők |  |  | Elődöntők    | Elődöntők    | Elődöntők |  |
|  |               |               |              |  |  |              |              |           |  |
|  | Szerbia       | Szerbia       | 2            |  |  |              |              |           |  |
|  | Olaszország   | Olaszország   | 3            |  |  | Olaszország  | Olaszország  | 3         |  |
|  | Franciaország | Franciaország | 2            |  |  | Magyarország | Magyarország | 2         |  |
|  | Magyarország  | Magyarország  | 3            |  |  |              |              |           |  |

### Vigaszág
|  |                   |                   |                   |             |             |               |               |               |  |  |  |  |  |  |  |  |  |  |
|  | Vigaszág elődöntő | Vigaszág elődöntő | Vigaszág elődöntő |             |             | Bronzmérkőzés | Bronzmérkőzés | Bronzmérkőzés |  |  |  |  |  |  |  |  |  |  |
|  | Vigaszág elődöntő | Vigaszág elődöntő | Vigaszág elődöntő |             |             | Bronzmérkőzés | Bronzmérkőzés | Bronzmérkőzés |  |  |  |  |  |  |  |  |  |  |
|  |                   |                   |                   |             |             |               |               |               |  |  |  |  |  |  |  |  |  |  |
|  | Németország       | Németország       | 2                 | Törökország | Törökország | 3             |               |               |  |  |  |  |  |  |  |  |  |  |
|  | Németország       | Németország       | 2                 | Törökország | Törökország | 3             |               |               |  |  |  |  |  |  |  |  |  |  |
|  | Törökország       | Törökország       | 3                 |             |             | Magyarország  | Magyarország  | 2             |  |  |  |  |  |  |  |  |  |  |
|  | Törökország       | Törökország       | 3                 |             |             | Magyarország  | Magyarország  | 2             |  |  |  |  |  |  |  |  |  |  |
|  |                   |                   |                   |             |             |               |               |               |  |  |  |  |  |  |  |  |  |  |
|  | Szerbia           | Szerbia           | 3                 | Szerbia     | Szerbia     | 3             |               |               |  |  |  |  |  |  |  |  |  |  |
|  | Szerbia           | Szerbia           | 3                 | Szerbia     | Szerbia     | 3             |               |               |  |  |  |  |  |  |  |  |  |  |
|  | Franciaország     | Franciaország     | 2                 |             |             | Horvátország  | Horvátország  | 2             |  |  |  |  |  |  |  |  |  |  |
|  | Franciaország     | Franciaország     | 2                 |             |             | Horvátország  | Horvátország  | 2             |  |  |  |  |  |  |  |  |  |  |

## Mérkőzések
| 1. negyeddöntő | 1. negyeddöntő       | 1. negyeddöntő | 1. negyeddöntő | 1. negyeddöntő | 1. negyeddöntő | 1. negyeddöntő | 1. negyeddöntő   | 1. negyeddöntő |              |
| S              | Nemzet Név           | Eredmény       | Pont           |                | Pont           | Eredmény       | Nemzet Név       | Idő            |              |
| -------------- | -------------------- | -------------- | -------------- | -------------- | -------------- | -------------- | ---------------- | -------------- | ------------ |
| Németország    | Németország          | Németország    | (11)           | 2 - 3          | (20)           | Horvátország   | Horvátország     | Horvátország   | Horvátország |
| 48kg           | Laila Goebel         | 020(0)         | (1)            | 1-0            |                | 010(0)         | Matea Behin      | 7:49           |              |
| 52kg           |                      | 000(0)         |                | 0-1            | (10)           | 100(0)         | Matea Brletic    | 0:00           |              |
| 57kg           |                      | 000(0)         |                | 0-1            | (10)           | 100(0)         | Lara Cvjetko     | 0:00           |              |
| 63kg           | Mareike Reddig       | 110(0)         | (10)           | 1-0            |                | 000(0)         | Lucija Glumac    | 1:02           |              |
| +63kg          | Lea Stein            | 000(2)         |                | 0-1            |                | 000(1)         | Helena Vukovic   | 9:51           |              |
| 2. negyeddöntő |                      |                |                |                |                |                |                  |                |              |
| S              | Nemzet Név           | Eredmény       | Pont           |                | Pont           | Eredmény       | Nemzet Név       | Idő            |              |
| Oroszország    | Oroszország          | Oroszország    | (21)           | 3 - 2          | (20)           | Törökország    | Törökország      | Törökország    | Törökország  |
| 48kg           | Liliana Salimianova  | 000(0)         |                | 0-1            | (10)           | 100(0)         | Zeliha Cinci     | 2:44           |              |
| 52kg           | Daria Kashina        | 010(0)         | (1)            | 1-0            |                | 000(0)         | Kubra Senyayla   | 4:00           |              |
| 57kg           |                      | 000(0)         |                | 0-1            | (10)           | 100(0)         | Hasret Bozkurt   | 0:00           |              |
| 63kg           | Daria Vasileva       | 100(0)         | (10)           | 1-0            |                | 000(0)         |                  | 0:00           |              |
| +63kg          | Aleksandra Nikolaeva | 120(0)         | (10)           | 1-0            |                | 000(0)         | Merve Topoglu    | 3:20           |              |
| 3. negyeddöntő |                      |                |                |                |                |                |                  |                |              |
| S              | Nemzet Név           | Eredmény       | Pont           |                | Pont           | Eredmény       | Nemzet Név       | Idő            |              |
| Szerbia        | Szerbia              | Szerbia        | (20)           | 2 - 3          | (21)           | Olaszország    | Olaszország      | Olaszország    | Olaszország  |
| 60kg           | Andrea Stojadinov    | 110(0)         | (10)           | 1-0            |                | 000(1)         | Matilda Avila    | 1:15           |              |
| 66kg           |                      |                |                | 0-1            | (10)           | 100(0)         | Alessia Tedeschi | 0:00           |              |
| 73kg           | Marica Perisic       | 000(0)         |                | 0-1            | (1)            | 020(1)         | Irene Pedrotti   | 4:00           |              |
| 81kg           | Anja Obradovic       | 100(0)         | (10)           | 1-0            |                | 000(0)         |                  | 0:00           |              |
| +81kg          |                      | 000(0)         |                | 0-1            | (10)           | 100(0)         | Vanessa Origgi   | 0:00           |              |
| 4. negyeddöntő |                      |                |                |                |                |                |                  |                |              |
| S              | Nemzet Név           | Eredmény       | Pont           |                | Pont           | Eredmény       | Nemzet Név       | Idő            |              |
| Franciaország  | Franciaország        | Franciaország  | (11)           | 2 - 3          | (30)           | Magyarország   | Magyarország     | Magyarország   | Magyarország |
| 60kg           | Diane Inguimbert     | 000(1)         |                | 0-1            | (10)           | 110(0)         | Varga Brigitta   | 1:20           |              |
| 66kg           | Lou-Ann Masson       | 000(0)         |                | 0-1            | (10)           | 100(0)         | Özbas Szofi      | 0:16           |              |
| 73kg           | Melodie Turpin       | 000(2)         |                | 0-1            | (10)           | 120(0)         | Maróti Alexandra | 2:17           |              |
| 81kg           | Laura Haberstock     | 100(0)         | (10)           | 1-0            |                | 000(0)         |                  | 0:00           |              |
| +81kg          | Krystal Garcia       | 030(0)         | (1)            | 1-0            |                | 020(1)         | Faragó Petra     | 4:43           |              |

| 1. elődöntő  | 1. elődöntő      | 1. elődöntő  | 1. elődöntő | 1. elődöntő | 1. elődöntő | 1. elődöntő  | 1. elődöntő          | 1. elődöntő  |              |
| S            | Nemzet Név       | Eredmény     | Pont        |             | Pont        | Eredmény     | Nemzet Név           | Idő          |              |
| ------------ | ---------------- | ------------ | ----------- | ----------- | ----------- | ------------ | -------------------- | ------------ | ------------ |
| Horvátország | Horvátország     | Horvátország | (20)        | 2 - 3       | (21)        | Oroszország  | Oroszország          | Oroszország  | Oroszország  |
| 48kg         | Matea Behin      | 100(0)       | (10)        | 1-0         |             | 000(0)       | Liliana Salimianova  | 1:58         |              |
| 52kg         |                  | 000(0)       |             | 0-1         | (10)        | 100(0)       | Daria Kashina        | 0:00         |              |
| 57kg         | Matea Brletic    | 100(0)       | (10)        | 1-0         |             | 000(0)       |                      | 0:00         |              |
| 63kg         | Lara Cvjetko     | 000(2)       |             | 0-1         | (1)         | 010(0)       | Daria Vasileva       | 4:00         |              |
| +63kg        | Mia Mihovilovic  | 000(0)       |             | 0-1         | (10)        | 120(0)       | Aleksandra Nikolaeva | 2:38         |              |
| 2. elődöntő  |                  |              |             |             |             |              |                      |              |              |
| S            | Nemzet Név       | Eredmény     | Pont        |             | Pont        | Eredmény     | Nemzet Név           | Idő          |              |
| Olaszország  | Olaszország      | Olaszország  | (21)        | 3 - 2       | (20)        | Magyarország | Magyarország         | Magyarország | Magyarország |
| 48kg         | Matilda Avila    | 000(2)       |             | 0-1         | (10)        | 110(0)       | Varga Brigitta       | 2:38         |              |
| 52kg         | Alessia Tedeschi | 000(1)       |             | 0-1         | (10)        | 100(0)       | Özbas Szofi          | 1:28         |              |
| 57kg         | Irene Pedrotti   | 010(1)       | (1)         | 1-0         |             | 000(1)       | Maróti Alexandra     | 4:00         |              |
| 63kg         | Elisa Toniolo    | 100(0)       | (10)        | 1-0         |             | 000(0)       |                      | 0:00         |              |
| +63kg        | Betty Vuk        | 100(0)       | (10)        | 1-0         |             | 000(0)       | Faragó Petra         | 0:45         |              |

| Felső vigaszág - elődöntő      | Felső vigaszág - elődöntő | Felső vigaszág - elődöntő | Felső vigaszág - elődöntő | Felső vigaszág - elődöntő | Felső vigaszág - elődöntő | Felső vigaszág - elődöntő | Felső vigaszág - elődöntő | Felső vigaszág - elődöntő |              |
| S                              | Nemzet Név                | Eredmény                  | Pont                      |                           | Pont                      | Eredmény                  | Nemzet Név                | Idő                       |              |
| ------------------------------ | ------------------------- | ------------------------- | ------------------------- | ------------------------- | ------------------------- | ------------------------- | ------------------------- | ------------------------- | ------------ |
| Németország                    | Németország               | Németország               | (11)                      | 2 - 3                     | (21)                      | Törökország               | Törökország               | Törökország               | Törökország  |
| 48kg                           | Laila Goebel              | 010(0)                    | (1)                       | 1-0                       |                           | 000(0)                    | Ozge Andic                | 4:00                      |              |
| 52kg                           |                           | 000(0)                    |                           | 0-1                       | (10)                      | 100(0)                    | Zeliha Cinci              | 0:00                      |              |
| 57kg                           |                           | 000(0)                    |                           | 0-1                       | (10)                      | 100(0)                    | Kubra Senyayla            | 0:00                      |              |
| 63kg                           | Mareike Reddig            | 100(0)                    | (10)                      | 1-0                       |                           | 000(0)                    | Hasret Bozkurt            | 0:45                      |              |
| +63kg                          | Cheyenne Schneider        | 000(0)                    |                           | 0-1                       | (1)                       | 010(0)                    | Merve Topoglu             | 4:00                      |              |
| Felső vigaszág - bronzmérkőzés |                           |                           |                           |                           |                           |                           |                           |                           |              |
| S                              | Nemzet Név                | Eredmény                  | Pont                      |                           | Pont                      | Eredmény                  | Nemzet Név                | Idő                       |              |
| Törökország                    | Törökország               | Törökország               | (11)                      | 3 - 2                     | (11)                      | Magyarország              | Magyarország              | Magyarország              | Magyarország |
| 48kg                           | Zeliha Cinci              | 020(2)                    | (1)                       | 1-0                       |                           | 000(0)                    | Varga Brigitta            | 4:00                      |              |
| 52kg                           | Kubra Senyayla            | 000(1)                    |                           | 0-1                       | (10)                      | 110(0)                    | Özbas Szofi               | 1:35                      |              |
| 57kg                           | Hasret Bozkurt            | 100(0)                    | (10)                      | 1-0                       |                           | 000(0)                    | Maróti Alexandra          | 1:52                      |              |
| 63kg                           |                           | 000(0)                    |                           | 0-0                       |                           | 000(0)                    |                           |                           |              |
| +63kg                          | Merve Topoglu             | 000(0)                    |                           | 0-1                       | (1)                       | 010(0)                    | Gergácz Enikő             | 6:58                      |              |
| 57kg                           | Hasret Bozkurt            | 100(0)                    | (10)                      | 1-0                       |                           | 000(0)                    | Maróti Alexandra          | 4:32                      |              |

| Alsó vigaszág - elődöntő      | Alsó vigaszág - elődöntő | Alsó vigaszág - elődöntő | Alsó vigaszág - elődöntő | Alsó vigaszág - elődöntő | Alsó vigaszág - elődöntő | Alsó vigaszág - elődöntő | Alsó vigaszág - elődöntő | Alsó vigaszág - elődöntő |               |
| S                             | Nemzet Név               | Eredmény                 | Pont                     |                          | Pont                     | Eredmény                 | Nemzet Név               | Idő                      |               |
| ----------------------------- | ------------------------ | ------------------------ | ------------------------ | ------------------------ | ------------------------ | ------------------------ | ------------------------ | ------------------------ | ------------- |
| Szerbia                       | Szerbia                  | Szerbia                  | (12)                     | 3 - 2                    | (20)                     | Franciaország            | Franciaország            | Franciaország            | Franciaország |
| 48kg                          | Andrea Stojadinov        | 100(0)                   | (10)                     | 1-0                      |                          | 000(0)                   | Diane Inguimbert         | 0:07                     |               |
| 52kg                          |                          | 000(0)                   |                          | 0-1                      | (10)                     | 100(0)                   | Lou-Ann Masson           | 0:00                     |               |
| 57kg                          | Marica Perisic           | 020(1)                   | (1)                      | 1-0                      |                          | 000(0)                   | Melodie Turpin           | 4:00                     |               |
| 63kg                          | Anja Obradovic           | 020(1)                   | (1)                      | 1-0                      |                          | 000(2)                   | Laura Haberstock         | 4:00                     |               |
| +63kg                         |                          | 000(0)                   |                          | 0-1                      | (10)                     | 100(0)                   | Krystal Garcia           | 0:00                     |               |
| Alsó vigaszág - bronzmérkőzés |                          |                          |                          |                          |                          |                          |                          |                          |               |
| S                             | Nemzet Név               | Eredmény                 | Pont                     |                          | Pont                     | Eredmény                 | Nemzet Név               | Idő                      |               |
| Szerbia                       | Szerbia                  | Szerbia                  | (30)                     | 3 - 2                    | (20)                     | Horvátország             | Horvátország             | Horvátország             | Horvátország  |
| 48kg                          | Andrea Stojadinov        | 110(0)                   | (10)                     | 1-0                      |                          | 000(0)                   | Matea Behin              | 0:32                     |               |
| 52kg                          |                          | 000(0)                   |                          | 0-1                      | (10)                     | 100(0)                   | Matea Brletic            | 0:00                     |               |
| 57kg                          |                          | 000(0)                   |                          | 0-1                      | (10)                     | 100(0)                   | Lara Cvjetko             | 0:00                     |               |
| 63kg                          | Marica Perisic           | 100(0)                   | (10)                     | 1-0                      |                          | 000(0)                   | Lucija Glumac            | 0:29                     |               |
| +63kg                         | Anja Obradovic           | 110(0)                   | (10)                     | 1-0                      |                          | 000(0)                   | Helena Vukovic           | 1:00                     |               |

| Döntő       | Döntő                | Döntő       | Döntő | Döntő | Döntő | Döntő       | Döntő            | Döntő       |             |
| S           | Nemzet Név           | Eredmény    | Pont  |       | Pont  | Eredmény    | Nemzet Név       | Idő         |             |
| ----------- | -------------------- | ----------- | ----- | ----- | ----- | ----------- | ---------------- | ----------- | ----------- |
| Oroszország | Oroszország          | Oroszország | (11)  | 2 - 3 | (30)  | Olaszország | Olaszország      | Olaszország | Olaszország |
| 48kg        | Liliana Salimianova  | 000(1)      |       | 0-1   | (10)  | 110(0)      | Matilda Avila    | 0:42        |             |
| 52kg        | Daria Kashina        | 000(0)      |       | 0-1   | (10)  | 100(0)      | Alessia Tedeschi | 1:03        |             |
| 57kg        |                      | 000(0)      |       | 0-1   | (10)  | 100(0)      | Irene Pedrotti   | 0:00        |             |
| 63kg        | Daria Vasileva       | 110(1)      | (10)  | 1-0   |       | 000(2)      | Elisa Toniolo    | 6:01        |             |
| +63kg       | Aleksandra Nikolaeva | 010(0)      | (1)   | 1-0   |       | 000(0)      | Betty Vuk        | 4:00        |             |

## Végeredmény
| Helyezés | Név           | Nemzet                                                                         |
| -------- | ------------- | ------------------------------------------------------------------------------ |
| Arany    | Olaszország   | Matilda Avila Alessia Tedeschi Irene Pedrotti Elisa Toniolo Betty Vuk          |
| Ezüst    | Oroszország   | Liliana Salimianova Daria Kashina Daria Vasileva Aleksandra Nikolaeva          |
| Bronz    | Törökország   | Zeliha Cinci Kubra Senyayla Hasret Bozkurt Merve Topoglu                       |
| Bronz    | Szerbia       | Andrea Stojadinov Marica Perisic Anja Obradovic                                |
| 5.       | Magyarország  | Varga Brigitta Özbas Szofi Maróti Alexandra Gergácz Enikő                      |
| 5.       | Horvátország  | Matea Behin Matea Brletic Lara Cvjetko Lucija Glumac Helena Vukovic            |
| 7.       | Németország   | Laila Goebel Mareike Reddig Cheyenne Schneider                                 |
| 7.       | Franciaország | Diane Inguimbert Lou-Ann Masson Melodie Turpin Laura Haberstock Krystal Garcia |